# Tweede Kamerverkiezingen in het kiesdistrict Gulpen

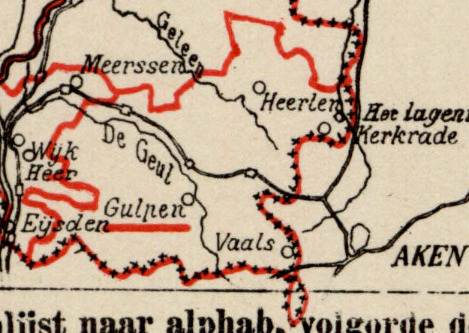
Kiesdistrict Gulpen (1888)

Tweede Kamerverkiezingen in het kiesdistrict Gulpen geeft een overzicht van verkiezingen voor de Nederlandse Tweede Kamer in het kiesdistrict Gulpen in de periode 1888-1918.
Het kiesdistrict Gulpen werd ingesteld na de grondwetsherziening van 1887. Tot het kiesdistrict behoorden de volgende gemeenten: Bemelen, Berg en Terblijt, Bocholtz, Cadier en Keer, Gulpen, Heerlen, Houthem, Kerkrade, Klimmen, Margraten, Mesch, Mheer, Noorbeek, Oud-Valkenburg, Rijckholt, Schaesberg, Schin op Geul, Simpelveld, Sint Geertruid, Slenaken, Vaals, Valkenburg, Voerendaal, Wijlre en Wittem.
Het kiesdistrict Gulpen vaardigde in dit tijdvak per zittingsperiode één lid af naar de Tweede Kamer. 
Legenda
- vet: gekozen als lid van de Tweede Kamer.

## 6 maart 1888
De verkiezingen werden gehouden na vervroegde ontbinding van de Tweede Kamer.
|                  | 6 maart |
| ---------------- | ------- |
| Kiesgerechtigden | 1.741   |
| Opkomst          | 1.255   |
| Geldige stemmen  | 1.248   |
| Blanco stemmen   | 3       |
| Kandidaten       |         |
| L.F.H.C. Ruland  | 727     |
| G. Smeets        | 514     |

## 9 juni 1891
De verkiezingen werden gehouden na ontbinding van de Tweede Kamer.
|                                        | 9 juni |
| -------------------------------------- | ------ |
| Kiesgerechtigden                       | 1.907  |
| Opkomst                                | 933    |
| Geldige stemmen                        | 920    |
| Blanco stemmen                         | 8      |
| Kandidaten                             |        |
| J.B.C.E.M. de Marchant et d'Ansembourg | 688    |
| Lemmens                                | 214    |

## 10 april 1894
De verkiezingen werden gehouden na vervroegde ontbinding van de Tweede Kamer.
|                                        | 10 april |
| -------------------------------------- | -------- |
| Kiesgerechtigden                       | 1.986    |
| Opkomst                                | 623      |
| Geldige stemmen                        | 606      |
| Blanco stemmen                         | 12       |
| Kandidaten                             |          |
| J.B.C.E.M. de Marchant et d'Ansembourg | 490      |
| J. Thissen                             | 70       |
| Janssen                                | 31       |

## 15 juni 1897
De verkiezingen werden gehouden na ontbinding van de Tweede Kamer.
|                      | 15 juni |
| -------------------- | ------- |
| Kiesgerechtigden     | 5.287   |
| Opkomst              | 3.621   |
| Geldige stemmen      | 3.574   |
| Blanco stemmen       | 47      |
| Kandidaten           |         |
| J.M.M.H. Merckelbach | 1.828   |
| L.H.W. Regout        | 1.552   |
| A.P.E.A. Wijnans     | 194     |

## 14 juni 1901
De verkiezingen werden gehouden na ontbinding van de Tweede Kamer.
|                                     | 14 juni |
| ----------------------------------- | ------- |
| Kiesgerechtigden                    | 6.029   |
| Opkomst                             | 2.106   |
| Geldige stemmen                     | 2.055   |
| Blanco stemmen                      | 51      |
| Kandidaten                          |         |
| J.M.M.H. Merckelbach                | 1.695   |
| L.H.L.J. van der Maesen de Sombreff | 360     |

## 16 juni 1905
De verkiezingen werden gehouden na ontbinding van de Tweede Kamer.
|                              | 16 juni |
| ---------------------------- | ------- |
| Kiesgerechtigden             | 7.031   |
| Opkomst                      | 5.241   |
| Geldige stemmen              | 5.081   |
| Blanco stemmen               | 160     |
| Kandidaten                   |         |
| C.J.M. Ruijs de Beerenbrouck | 3.297   |
| J.H. Pinckers                | 1.606   |
| H.H. van Kol                 | 178     |

## 11 juni 1909
De verkiezingen werden gehouden na ontbinding van de Tweede Kamer.
|                              | 11 juni |
| ---------------------------- | ------- |
| Kiesgerechtigden             | 8.561   |
| Opkomst                      | 7.125   |
| Geldige stemmen              | 6.982   |
| Blanco stemmen               | 143     |
| Kandidaten                   |         |
| C.J.M. Ruijs de Beerenbrouck | 4.098   |
| P.M.F.H. Brouwers            | 2.787   |
| H.H. van Kol                 | 97      |

## 3 december 1909
De verkiezing van 11 juni 1909 werd ongeldig verklaard vanwege geconstateerde onregelmatigheden. Om in de ontstane vacature te voorzien werd een naverkiezing gehouden. 
|                              | 3 december |
| ---------------------------- | ---------- |
| Kiesgerechtigden             | 8.561      |
| Opkomst                      | 4.189      |
| Geldige stemmen              | 3.961      |
| Blanco stemmen               | 228        |
| Kandidaten                   |            |
| C.J.M. Ruijs de Beerenbrouck | 3.503      |
| L.M. Hermans                 | 458        |

## 17 juni 1913
De verkiezingen werden gehouden na ontbinding van de Tweede Kamer.
|                              | 17 juni |
| ---------------------------- | ------- |
| Kiesgerechtigden             | 10.519  |
| Opkomst                      | 7.378   |
| Geldige stemmen              | 7.141   |
| Blanco stemmen               | 237     |
| Kandidaten                   |         |
| C.J.M. Ruijs de Beerenbrouck | 4.856   |
| N.J. Schrijen                | 1.774   |
| W.H. Vliegen                 | 213     |
| A.P.E.A. Wijmans             | 155     |
| J. Diepen                    | 143     |

## 15 juni 1917
De verkiezingen werden gehouden na ontbinding van de Tweede Kamer.
|                              | 15 juni |
| ---------------------------- | ------- |
| Kiesgerechtigden             | 12.477  |
| Kandidaten                   |         |
| C.J.M. Ruijs de Beerenbrouck |         |

De zeven in de vorige Tweede Kamer vertegenwoordigde partijen hadden afgesproken in elkaars kiesdistricten geen tegenkandidaten te stellen. Ruijs de Beerenbrouck was derhalve de enige kandidaat; hij werd zonder nadere stemming gekozen verklaard.

## Opheffing
De verkiezing van 1917 was de laatste verkiezing voor het kiesdistrict Gulpen. In 1918 werd voor verkiezingen voor de Tweede Kamer overgegaan op een systeem van evenredige vertegenwoordiging met kandidatenlijsten van politieke partijen.